# Leon Pszonczak
Leon Tadeusz Pszonczak (ur. 26 czerwca 1893 Lwowie, zm. wiosną 1940 w Charkowie) – kapitan administracji (piechoty) Wojska Polskiego, kawaler Orderu Virtuti Militari, ofiara zbrodni katyńskiej.

## Życiorys
Syn Jana i Heleny z Unoltów urodzony 26 czerwca 1893 we Lwowie. Absolwent szkoły powszechnej i seminarium nauczycielskiego z maturą w Stanisławowie.
Przed wybuchem I wojny światowej był członkiem Polskiej Młodzieży Niepodległościowej i „Strzelca”, po wybuchu wojny wstąpił do Legionów Polskich. Otrzymał przydział do 2 pułku piechoty. Służył w nim aż do przejścia II Brygady na Ukrainę. Ukończył szkołę podchorążych w Zambrowie. Członek POW. Brał udział w rozbrajaniu wojsk austriackich w Krakowie i Bochni.
Wstąpił do Wojska Polskiego w 1918 roku. Walczył z Ukraińcami pod Lwowem. W czasie wojny polsko-bolszewickiej służył w 4 pułku piechoty Legionów. Za wybitne zasługi bojowe w czasie wojny został odznaczony Krzyżem Srebrnym Orderu Wojskowego Virtuti Militari.
Po zakończeniu działań wojennych pozostał w wojsku i w 1922 roku został zweryfikowany do stopnia porucznika piechoty ze starszeństwem z dniem 1 czerwca 1919 roku. Służył dalej w 4 pp Leg.. W 1924 roku został przeniesiony do 3 pułku piechoty Legionów. W 1925 roku został awansowany do stopnia kapitana piechoty ze starszeństwem z dniem 1 lipca 1925 roku.

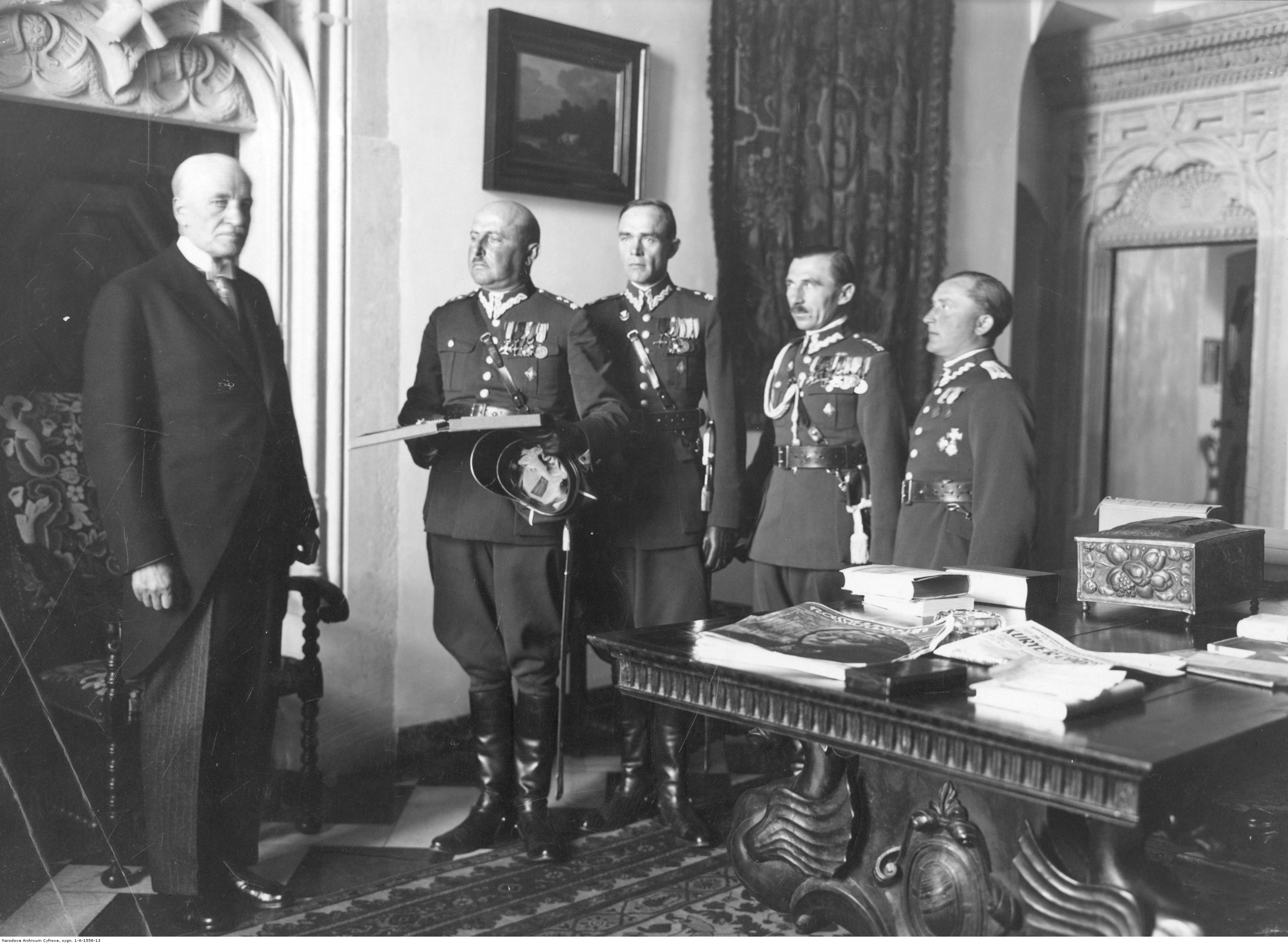
Delegacja 20 pp wręcza prezydentowi RP Ignacemu Mościckiemu odznakę pułkową; Leon Pszonczak 2. z prawej

W 1928 roku służył w 15 pułku piechoty „Wilków” w Dęblinie. Na początku lat 30. został odznaczony Krzyżem Niepodległości i w 1932 roku służył w Krakowie w 20 pułku piechoty Ziemi Krakowskiej jako dowódca kompanii i adiutant pułku. W 1934 roku razem z ówczesnym dowódcą pułku podpułkownikiem Kazimierzem Brożkiem uczestniczył na Wawelu we wręczeniu prezydentowi Ignacemu Mościckiemu odznaki pułku. W 1937 roku został przeniesiony do Komendy Miasta Kraków.

W momencie wybuchu II wojny światowej Tadeusz Pszonczak był w stanie spoczynku. Po agresji ZSRR na Polskę dostał się do niewoli sowieckiej i przebywał w obozie w Starobielsku. Wiosną 1940 roku został zamordowany przez funkcjonariuszy NKWD w Charkowie i pogrzebany w bezimiennej, zbiorowej mogile w Piatichatkach, gdzie od 17 czerwca 2000 roku mieści się oficjalnie Cmentarz Ofiar Totalitaryzmu w Charkowie. Figuruje na Liście Starobielskiej NKWD pod poz. 2763.
5 października 2007 roku minister obrony narodowej Aleksander Szczygło – decyzją nr 439/MON – mianował go pośmiertnie na stopień majora. Awans został ogłoszony 9 listopada 2007 roku w Warszawie, w trakcie uroczystości „Katyń Pamiętamy – Uczcijmy Pamięć Bohaterów”.

## Ordery i odznaczenia
- Krzyż Srebrny Orderu Wojskowego Virtuti Militari nr 5179 (1922)[14]
- Krzyż Niepodległości – 6 czerwca 1931 „za pracę w dziele odzyskania niepodległości”[15]
- Krzyż Walecznych dwukrotnie
- Srebrny Krzyż Zasługi – 17 marca 1934 „za zasługi na polu pracy kulturalno-oświatowej w wojsku”[16]
- Medal Pamiątkowy za Wojnę 1918–1921[2]
- Medal Dziesięciolecia Odzyskanej Niepodległości[2]